# Вязовка (Радищевский район)
Вязовка — село Радищевского района в составе Калиновского сельского поселения.

## География
Находится на правом берегу Волги, примерно в 31 километре по прямой на восток от районного центра — посёлка Радищево. С трех сторон село защищено горами: Суниха, Шихан, Вытная. За ними расположены чернозёмные поля.

## История
Село основано в 1691 году. Первыми землевладельцами были Михаил Яковлевич Коровин и Лев Вихляев (Синберянин). С 1700 года владельцем села стал род бояр Головиных.
В 1701 году, на средства боярина Ф. А. Головина, была построена деревянная церковь Введения Пресвятой Богородицы, а село стало называться Введенское.
При создании Симбирского наместничества в 1780 году, село Вязовка, помещиковых крестьян, при речке Вязовке, вошло в состав Сызранского уезда.
В 1815 г. помещиками А. П. Урусовым и Ф. В. Самариным был построен каменный храм. Престол в честь Введения во Храм Пресвятые Богородицы. Прихожан в с. Вязовке в 295 дворах жило: 1182 м. и 1337 ж. Церк.- приход. попечительство открыто в 1898 г. Земская школа существует с 1861 года.
При селе находились усадьбы дворян Самариных и Пустошкиных, 3 хутора местной землевладелицы А. Д. Самариной.
В 1908 году был освящён, сооружённый на средства местной помещицы Марии Павловны Пустошкиной правый, также тёплый, придел во имя святой великомученицы Варвары. Церковь стала двухпрестольной. В 1913 году на средства Марии Павловны, к тому времени уже умершей, её сыном — Михаилом Николаевичем Пустошкиным — сооружён левый, также тёплый придел во имя Воздвижения Животворящего Креста Господня. Это было последнее желание Марии  Павловны, и сын добросовестно выполнил его. И с 1913 года церковь становится  трёхпрестольной, одной из самых больших и красивейших  на территории Радищевского края.

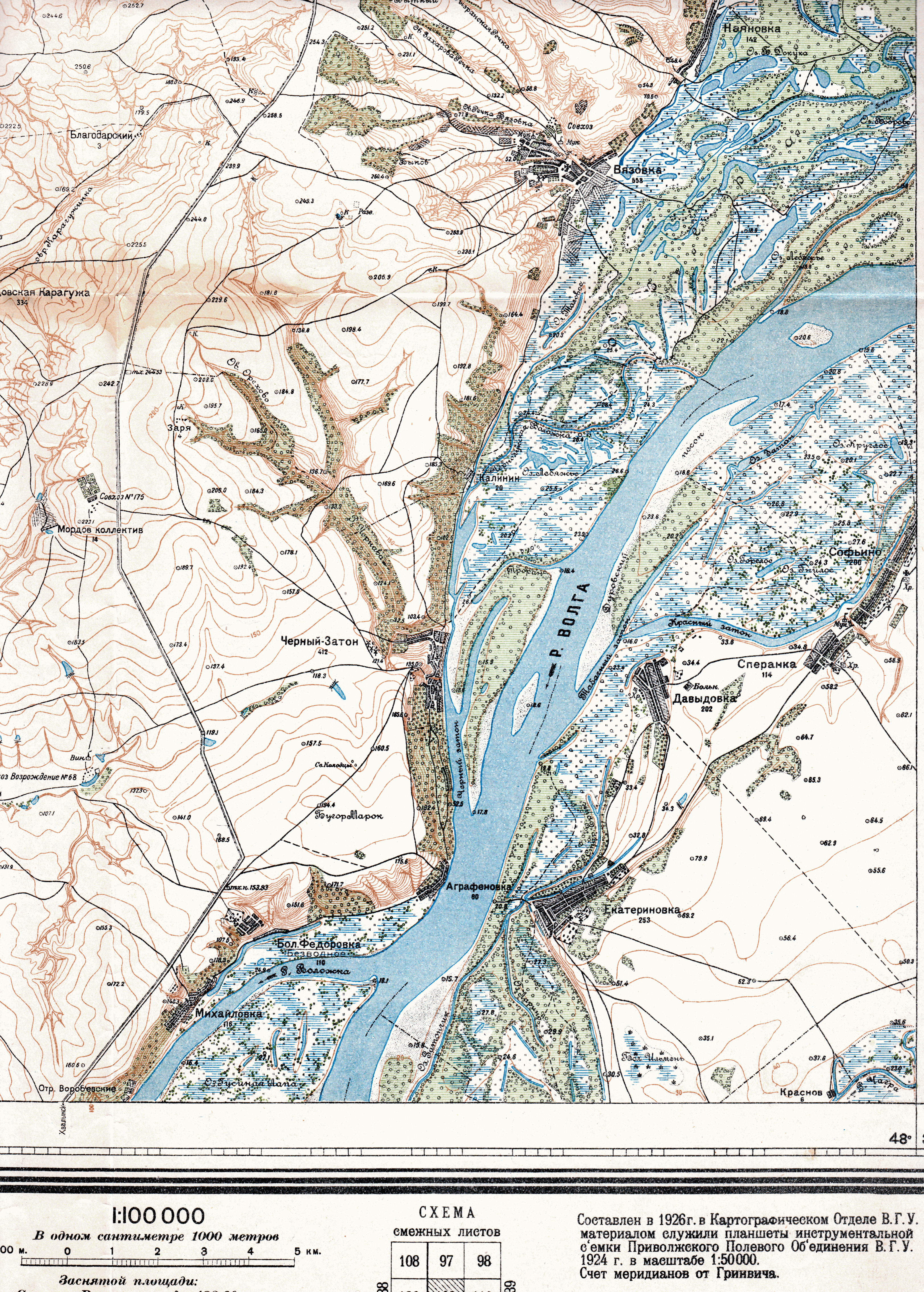
Вязовка (Радищевский район) на карте 1926 г.

В 1913 году в селе Вязовка (Введенское) было 492 двора, 2760 жителей.
В 1920-х годах мордовскими переселенцами из сёл Вязовка, Старая Лебежайка и Мордовская Карагужа, был основан хутор Калиновский, в 1967 году затоплен Саратовским водохранилищем.

## Население
Население составляло 474 человека в 2002 году (русские 87 %), 405 по переписи 2010 года.

## Достопримечательность
- Монумент «Дорогим землякам участникам ВОВ...»[1].
- На горе, рядом с селом, находится уникальное сооружение — Сарматский курган[1].